# Soumeylou Boubèye Maïga
Pour les articles homonymes, voir Maïga.
Soumeylou Boubèye Maïga, né le 8 juin 1954 à Gao et mort le 21 mars 2022 à Bamako, est un homme d'État malien. 
Il a occupé plusieurs hauts postes, notamment chef des services de renseignements, ministre des Affaires étrangères et secrétaire général de la présidence du Mali. Il est le Premier ministre du Mali du 30 décembre 2017 au 23 avril 2019.

## Biographie
Soumeylou Boubèye Maïga fait des études de journalisme au Centre d’études des sciences et techniques de l’information (CESTI) de l’Université Cheikh Anta Diop à Dakar au Sénégal. Il se rend en France où il obtient un diplôme d'études supérieures spécialisées (DESS) de diplomatie et administration des organisations internationales en 1987 à l’université de Paris-Sud et un diplôme de relations économiques internationales à l’Institut d'administration de Paris. Il exerce le métier de journaliste d’abord à L’Essor, quotidien d’État, puis au journal Sunjata.
Militant au sein du Parti malien du travail, il est l’un des principaux artisans de la chute du régime de Moussa Traoré en 1991. Il entre au cabinet d’Amadou Toumani Touré, alors président du Comité de transition pour le salut du peuple (CTSP), en qualité de conseiller spécial d’avril 1991 à juin 1992.
Vice-président et membre fondateur de l’Alliance pour la démocratie au Mali-Parti africain pour la solidarité et la justice (ADEMA/PASJ), il devient en 1992 chef de cabinet du président de la République Alpha Oumar Konaré.
En janvier 1993, il est nommé directeur général des services maliens, période pendant laquelle il empêche plusieurs coups d'État[réf. souhaitée] avant d’entrer au gouvernement de Mandé Sidibé en tant que ministre des Forces armées et des Anciens Combattants.
En 2002, Soumeylou Boubèye Maïga est candidat à la candidature de l’Adéma/Pasj pour l’élection présidentielle de 2002, qui choisit Soumaïla Cissé.

### Candidat à l’élection présidentielle de 2007
En 2006, son parti, l'Alliance pour la démocratie au Mali (ADEMA) décide de soutenir la candidature probable du président sortant Amadou Toumani Touré à l’élection présidentielle malienne de 2007. Soumeylou Boubèye Maïga  est contre cette décision et annonce son souhait de se présenter . Il fonde à cet effet l’association « Convergence 2007 ». À la suite de cela, il se fait exclure de l'ADEMA. Lors de la conférence nationale des 24 et 25 février 2007 de l’Alliance pour la démocratie au Mali (ADEMA), les délégués votent l’exclusion de Soumeylou Boubèye Maïga et de plusieurs de ses sympathisants : Issa Diarra, Ibrahima Kantao, Binta Yattassaye et Oumar Ag El Méhidi.
Au premier tour de l’élection présidentielle, le 29 avril 2007, il arrive en 6e position. Le président sortant Amadou Toumani Touré est réélu. 
Avec les autres candidats de l’opposition regroupés au sein du Front pour la démocratie et la république (FDR) -  Ibrahim Boubacar Keïta, Mamadou Bakary Sangaré et Tiébilé Dramé - il conteste les résultats d’un scrutin  qu'il estime entaché de fraudes et dépose un recours devant la Cour constitutionnelle ; ce recours est rejeté le 12 mai 2007,.

### Ministre des Affaires étrangères

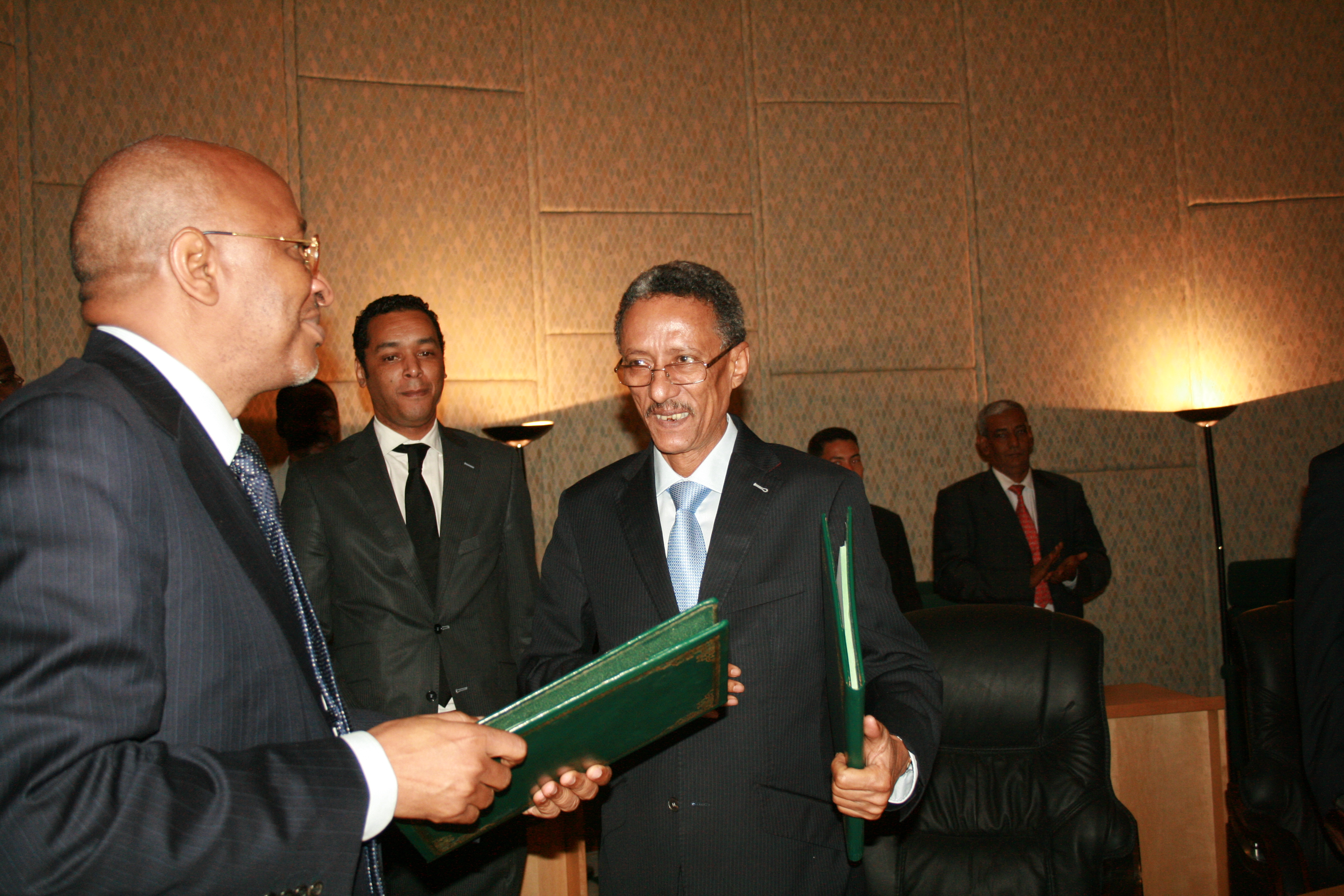
Soumeylou Boubèye Maïga (à gauche) et son homologue mauritanien Hamadi Ould Hamadi en juillet 2012.

Le 6 avril 2011, Soumeylou Boubèye Maïga est nommé ministre des Affaires étrangères et de la Coopération internationale dans le gouvernement de Cissé Mariam Kaïdama Sidibé.
Lors du coup d'Etat du 22 mars 2012 d'Amadou Sanogo, Soumeylou Boubèye Maïga est fait prisonnier. Il entame une grève de la faim avec plusieurs hauts officiels.

### Ministre de la Défense et des Anciens combattants
Le 8 septembre 2013, Soumeylou Boubèye Maïga est nommé ministre de la Défense et des Anciens combattants dans le gouvernement d'Oumar Tatam Ly. Dès le premier tour de la présidentielle, il avait soutenu le futur président Ibrahim Boubacar Keïta, malgré des inimités passées. 
Il démissionne de ce poste le 27 mai 2014 en réaction à la défaite de l'armée malienne à Kidal, face à des groupes rebelles.

### Premier ministre du Mali

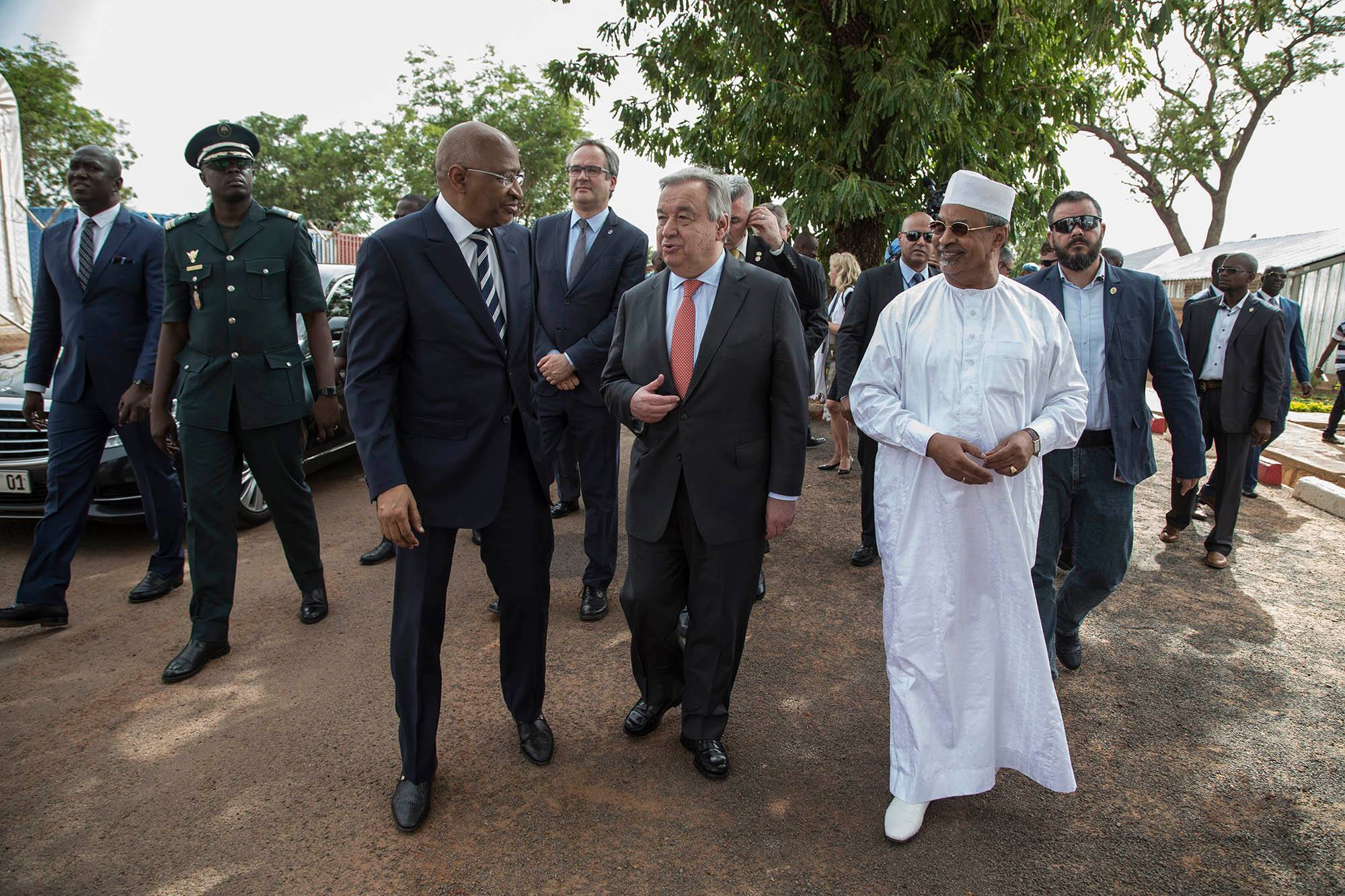
Soumeylou Boubèye Maïga (à l'avant gauche) et Antonio Guterres, secrétaire général de l'ONU, le 29 mai 2018 à Bamako.

Soumeylou Boubèye Maïga est nommé Premier ministre du Mali le 30 décembre 2017 par le président Ibrahim Boubacar Keïta. Il est alors le cinquième Premier ministre nommé par Keïta depuis son élection en 2013. Il est reconduit à ce poste lors de la réélection – après des élections présidentielles qui évitent au pays un vide constitutionnel, d'Ibrahim Boubacar Keïta en août 2018.
Sous le coup d'une motion de censure, Soumeylou Boubèye Maïgal démissionne avec son gouvernement le 18 avril 2019,. Le Premier ministre était très critiqué depuis le massacre de 160 Peuls à Ogossagou, le 23 mars 2019,. Dans un contexte d'insécurité et de malaise social, une très grande manifestation, le 5 avril 2019, avait demandé un changement de gouvernance. Le 26 août 2021, Soumeylou Boubèye Maïga est inculpé puis arrêté par la chambre d'accusation de la Cour suprême du Mali, dans l'affaire de l'achat d'un avion présidentiel pendant la présidence d'Ibrahim Boubacar Keïta.
Il meurt en détention le 21 mars 2022 dans une clinique de Bamako ; les autorités, malgré l’avis favorable des médecins, n’ont pas accepté son évacuation à l’extérieur du pays.
En mars 2023, Cheick Mohamed Chérif Koné, ancien premier avocat général de la Cour suprême, annonce que Soumeylou Boubeye Maïga a été « assassiné » peu avant sa détention en prison.